# Prémio Zener
O Prémio Zener é um prémio internacional outorgado em reconhecimento de avanços científicos dentro dos campos da ciência dos materiais e da física, com ênfase em aplicações em espectroscopia mecânica e atrito interno. Anteriormente nomeado como ICIFUAS Prize (1965-1989), o prémio foi estabelecido em homenagem ao trabalho pioneiro sobre a anelasticidade por Clarence Zener († 2 de julho de 1993). O prémio Zener também conhecido como Medalha de ouro de Zenner é apresentado pela Chancelaria do prémio Zener, que é presidido pelo Presidente da Conferência Internacional sobre fricção interna e espectroscopia mecânica (ICIFMS), anteriormente Conferência Internacional sobre fricção interna e atenuação ultra-sónica em sólidos (1956-2002). O prémio Zener pode ser laureado em reconhecimento de uma descoberta individual impactante ou para uma contribuição substancial para o campo através de um corpo de trabalho cumulativo ao longo da vida. O prémio Zener foi concedido a 24 indivíduos a partir de 2022. Cada premiado recebe uma medalha Zener de ouro e um diploma. Cada medalha Zener de ouro tem 20 quilates de ouro e apresenta uma imagem do perfil direito de Clarence Zener na sua parte da frente.

## Lista de Laureados
|     | Ano   | Laureados              |           | País           | Afiliação |
| --- | ----- | ---------------------- | --------- | -------------- | --- |
| 1.  | 1965* | Werner Otto Köster     | 1896–1989 | Alemanha       | Kaiser Wilhelm Institute for Metal Research at Berlin, (Das Kaiser Wilhelm-Institut für Metallforschung, Berlin); Max Planck Institute for Metals Research,* Estugarda; (Max Planck Institute for Metals Research renamed on March 18, 2011, the Max Planck Institute for Intelligent Systems, Stuttgart.) |
| 2.  | 1969  | Warren Perry Mason     | 1900–1986 | Estados Unidos | Bell Labs, Murray Hill (Manhattan), Nova Jérsia |
| 3.  | 1985* | Clarence Melvin Zener  | 1905–1993 | Estados Unidos | Universidade de Chicago, Chicago (1945-1951); Westinghouse Electric Corporation, Pittsburgh (1951-1965); Universidade Texas A&M, College Station (1966-1968); Universidade Carnegie Mellon,* Pittsburgh (1968-1993)                                                                                        |
| 4.  | 1989  | Ting-sui Kê            | 1913–2000 | China          | Academia Chinesa de Ciências, Institute of Solid State Physics (ISSP), Hefei, Anhui |
| 5.  | 1989* | Arthur Stanley Nowick  | 1923–2010 | Estados Unidos | Universidade Yale, New Haven, Connecticut (1951-1957); IBM Thomas J. Watson Research Center, Yorktown Heights, Nova Iorque (1957-1966); Universidade Columbia,* Nova Iorque (1966-2001); Universidade da Califórnia em Irvine, Califórnia (2001-2010)                                                      |
| 6.  | 1993  | Piero Giorgio Bordoni  | 1915–2009 | Itália         | Universidade de Roma "La Sapienza", Roma |
| 7.  | 1993  | Kurt Lücke             | 1921–2001 | Alemanha       | Universidade Técnica da Renânia do Norte-Vestfália em Aachen (RWTH Aachen), Aachen |
| 8.  | 1993* | Alfred Seeger          | 1927–2015 | Alemanha       | Max Planck Institute for Metals Research* (Max Planck Institute for Intelligent Systems), Estugarda; Universidade de Estugarda, Estugarda |
| 9.  | 1993  | Charles Allen Wert     | 1919–2003 | Estados Unidos | Universidade de Illinois em Urbana-Champaign, Urbana (Illinois) |
| 10. | 1996  | Andrew Vincent Granato | 1926–2015 | Estados Unidos | Universidade de Illinois em Urbana-Champaign, Urbana (Illinois) |
| 11. | 1999  | Gunther Schoeck        | 1928–2015 | Áustria        | Universidade de Viena, Viena |
| 12. | 2002  | Willy Benoit           | d.n. 1938 | Suíça          | Escola Politécnica Federal de Lausana (EPFL), Lausana |
| 13. | 2002  | Masahiro Koiwa         | d.n. 1938 | Japão          | Universidade de Quioto, Quioto |
| 14. | 2005  | Rosario Cantelli       | d.n. 1940 | Itália         | Universidade de Roma "La Sapienza", Roma |
| 15. | 2005* | Manfred Weller         | 1940–2017 | Alemanha       | Max Planck Institute for Metals Research* (Max Planck Institute for Intelligent Systems), Estugarda |
| 16. | 2008  | Daniel Newson Beshers  | d.n. 1928 | Estados Unidos | Universidade Columbia, Nova Iorque |
| 17. | 2008  | Gaetano Cannelli       | d.n. 1936 | Itália         | Universidade da Calábria, Rende |
| 18. | 2008  | Gilbert Fantozzi       | d.n. 1942 | França         | Institut national des sciences appliquées de Lyon (INSA Lyon), Lyon-Villeurbanne |
| 19. | 2011  | Gérard Gremaud         | d.n. 1949 | Suíça          | Escola Politécnica Federal de Lausana (EPFL), Lausana |
| 20. | 2011  | Fabio Massimo Mazzolai | d.n. 1934 | Itália         | Universidade de Perúgia, Perúgia |
| 21. | 2014  | Qing-Ping Kong         | d.n. 1930 | China          | Academia Chinesa de Ciências, Institute of Solid State Physics (ISSP), Hefei, Anhui |
| 22. | 2014  | Robert Schaller        | d.n. 1948 | Suíça          | Escola Politécnica Federal de Lausana (EPFL), Lausana |
| 23. | 2017  | Leszek Bogumił Magalas | d.n. 1954 | Polónia        | Universidade de Ciência e Tecnologia AGH (AGH University of Science and Technology), Cracóvia |
| 24. | 2022  | Jose M. San Juan       | d.n. 1955 | Espanha        | Universidad del País Vasco (UPV/EHU), Bilbao |

O número na segunda coluna é o ano em que o Zener laureado recebeu o prémio Zener. Um número com asterisco (*) significa que a pessoa recebeu o prémio enquanto trabalhava na universidade/instituição que contém esse asterisco. Número de laureados: 24 prémios; 21 laureados da medalha de ouro Zener.

## Ranking universitário por afiliação no momento do prémio
Esta é uma lista das universidades em que os medalhistas eram filiados no momento em que o prémio Zener foi concedido.
| Número de Laureados | Afiliação                                                                                          | País           |
| ------------------- | -------------------------------------------------------------------------------------------------- | -------------- |
| 3                   | Escola Politécnica Federal de Lausana (EPFL), Lausana                                              | Suíça          |
| 3                   | Max Planck Institute for Metals Research (Max Planck Institute for Intelligent Systems), Estugarda | Alemanha       |
| 2                   | Academia Chinesa de Ciências, Institute of Solid State Physics (ISSP), Hefei, Anhui                | China          |
| 2                   | Universidade Columbia, Nova Iorque, Nova Iorque (estado)                                           | Estados Unidos |
| 2                   | Universidade de Illinois em Urbana-Champaign, Urbana (Illinois)                                    | Estados Unidos |
| 2                   | Universidade de Roma "La Sapienza", Roma                                                           | Itália         |
| 1                   | AGH University of Science and Technology (Universidade de Ciência e Tecnologia AGH), Cracóvia      | Polónia        |
| 1                   | Bell Labs, Murray Hill (Manhattan), Nova Jérsia                                                    | Estados Unidos |
| 1                   | Institut national des sciences appliquées de Lyon (INSA Lyon), Lyon-Villeurbanne                   | França         |
| 1                   | Universidade Carnegie Mellon, Pittsburgh, Pensilvânia                                              | Estados Unidos |
| 1                   | Universidade da Calábria, Rende                                                                    | Itália         |
| 1                   | Universidade de Perúgia, Perúgia                                                                   | Itália         |
| 1                   | Universidade de Quioto, Quioto                                                                     | Japão          |
| 1                   | Universidade de Viena, Viena                                                                       | Áustria        |
| 1                   | Universidad del País Vasco (UPV/EHU), Bilbao                                                       | Espanha        |
| 1                   | Universidade Técnica da Renânia do Norte-Vestfália em Aachen (RWTH Aachen), Aachen                 | Alemanha       |

A lista de laureados por filiação universitária mostra as afiliações universitárias de vencedores individuais do prémio Zener desde 1965. As universidades e as instituições de pesquisa estão listadas em ordem decrescente de acordo com o número de laureados.

## Lista de países por número de vencedores do prémio Zener
| País           | Número de Laureados | Laureados                                                                  |
| -------------- | ------------------- | -------------------------------------------------------------------------- |
| Estados Unidos | 6                   | W.P. Mason, C.M. Zener, A.S. Nowick, C.A. Wert, A.V. Granato, D.N. Beshers |
| Alemanha       | 4                   | W. Köster, K. Lücke, A. Seeger, M. Weller                                  |
| Itália         | 4                   | P.G. Bordoni, R. Cantelli, G. Cannelli, F.M. Mazzolai                      |
| Suíça          | 3                   | W. Benoit, G. Gremaud, R. Schaller                                         |
| China          | 2                   | T.S. Kê, Q.P. Kong                                                         |
| Áustria        | 1                   | G. Schoeck                                                                 |
| Espanha        | 1                   | J. M. San Juan                                                             |
| França         | 1                   | G. Fantozzi                                                                |
| Japão          | 1                   | M. Koiwa                                                                   |
| Polónia        | 1                   | L.B. Magalas                                                               |

Os países estão listados em ordem decrescente de acordo com o número de laureados.

## Lista alfabética de laureados
- Benoit W. (2002), Beshers D.N. (2008), Bordoni P.G. (1993)
- Cannelli G. (2008), Cantelli R. (2005)
- Fantozzi G. (2008)
- Granato A.V. (1996), Gremaud G. (2011)
- Kê T.S. (1989), Koiwa M. (2002), Kong Q.P. (2014), Köster W. (1965)
- Lücke K. (1993)
- Magalas L.B. (2017), Mason W.P. (1969), Mazzolai F.M. (2011)
- Nowick A.S. (1989)
- San Juan J. M. (2022)
- Schaller R. (2014), Schoeck G. (1999), Seeger A. (1993)
- Weller M. (2005), Wert C.A. (1993)
- Zener C.M. (1985)